# Søren Ulrichs
Søren Ulrichs Olsen (* 9. Juli 1963 in Odense) ist ein dänischer Schauspieler und Synchronsprecher.

## Leben und Wirken
Søren Ulrichs wuchs in Odense auf.
Nach seinem Schulabschluss absolvierte er von 1981 bis 1985 seine Schauspielausbildung an der Staatlichen Theaterschule in Kopenhagen. Sein Bühnendebüt als Theaterschauspieler hatte er im Jahr 1986 am Odense Teater. Seither stand er in zahlreichen Theaterstücken auf der Bühne, so unter anderem auch am Aarhus Teater oder am Königlichen Theater Kopenhagen.
Seit 1986 wirkte Ulrichs als Schauspieler in mehreren Filmen und Fernsehserien mit, vorwiegend allerdings in Nebenrollen.
Ulrichs ist seit 1991 umfangreich als Synchronsprecher tätig. Er lieh zahlreichen Figuren in Animationsfilmen und Zeichentrickfilmen in dänischer Sprache seine Stimme, wie beispielsweise in CatDog, Alvin und die Chipmunks, Asterix, Mulan, Der König der Löwen, Die Monster AG, King Julien in Madagascar, Patrick Star in SpongeBob Schwammkopf oder Apu Nahasapeemapetilon und Mr. Burns in Die Simpsons – Der Film.

## Sprechrollen (Auswahl)
- 1993: Rockos modernes Leben (Heffer)
- 1999: Ed, Edd und Eddy (Eddy)
- seit 1999: SpongeBob Schwammkopf (Patrick Star)
- 2004: Brandy & Mr. Whiskers (Mr. Whiskers)
- 2005: Madagascar (King Julien)
- 2007: Die Simpsons – Der Film (Apu, Burns)
- 2011: Die fantastische Welt von Gumball (Richard Watterson)